# Petr Soukup (režisér)
Petr Soukup (* 3. února 1951) je český televizní režisér. Napsal také několik desítek televizních scénářů a později se stal i producentem řady televizních hudebně-zábavních pořadů i celovečerních filmových hraných projektů. Podílel se i na vzniku mnoha průmyslových videoprojektů. Po dobu několika let byl členem Rady Asociace režisérů a scenáristů (ARAS).

## Biografie
V roce 1979 absolvoval Akademii múzických umění v Praze, fakultu filmovou a televizní. Začátkem osmdesátých let se nejprve věnoval televiznímu dokumentu a zpravodajství. V té době byl i součástí několikačlenného týmu, který vybudoval moderní zpravodajský formát pod názvem „Aktuality“. Později podle vlastního scénáře postupně zrealizoval asi 150 hudebních videoklipů a na základě jejich ohlasu navázal řadou hudebně-zábavních televizních projektů, od komorních až po velké haly.
Po roce 1989 otevřel vlastní produkci, ale nadále v pozici režiséra vytvářel pořady pro Československou televizi, později spolupracoval i s nově vznikajícími českými televizními stanicemi. Jeho agentura byla pojmenována Hvězdy na Vltavě.
Kromě řady charit v přímých televizních přenosech se věnuje i velkým komerčním projektům. Například v jeho produkci vznikl v devadesátých letech minulého století ve spolupráci s EBRD více než stodílný Videokatalog investičních příležitostí ve střední a východní Evropě.
V současné době se mimo velkých hudebně-zábavních televizních projektů věnuje soustavně především hrané televizní seriálové tvorbě.

## Režisérem zahraničních interpretů a skupin
- Bernie Paul
- Erasure
- Ricky Martin
- Mr. President
- The Cranberries
- The Kelly Family
- R.E.M.
- Andrea Bocelli
- Cher
- Sarah Brightmanová
- Sasha
- Tatu
- Tears For Ears
- Vanessa Mae a další.

## Producentem průmyslových a reklamních projektů
- obsáhlý Videokatalog investičních příležitostí ve střední a východní Evropě
- reklamní projekty Baťa v ČR a SR
- Případové videostudie Microsoft
- soukromá televizní zábavná show Johnson & Johnson v AJ
- prezentace WADIA - živí herci ve virtuálním světě - http://www.wadia.cz/cz/nase-projekty/rezidence-lannova/video-prezentace.html

## Producentem filmových projektů
- Akumulátor 1,
- Nahota na prodej,
- Konec básníků v Čechách,
- Pin for the Butterfly (koprodukce s Channel Four a British Screen)

## Tvorba

### 2020
LAKOMEC (televizní záznam inscenace MdB s Bolkem Polívkou v titulní roli)
SEMAFOR 60 (televizní projekt ke kulatým narozeninám divadla Semafor)
Tříkrálový večer (charitativní koncert z MdB)

### 2018

#### Ulice (hraný seriál, 40 min.)
- 26.2. MARCELA NA PRÁŠCÍCH
- 27.2. OTÍK V PRŮŠVIHU
- 28.2. ROBERTŮV PODRAZ
- 1.3. SIGNÁL PRO ANČU
- 2.3. RÁNA PRO LUBOŠE
- 3.3. ROBERTOVY PLÁNY V TROSKÁCH
- 6.3. ALEŠ MÁ SVÉ DNY
- 7.3. BĚŽEC MARTIN
- 8.3. ANČA KONČÍ S ROMANTIKOU
- 9.3. DAVIDŮV PŘÍPAD S LUCIÍ

### 2017

#### Ulice (hraný seriál, 40 min.)
- 24.4. ADRIANINY TRABLE S PRONÁJMY
- 25.4. KONEC MEZI DIGI A HERMANEM
- 26.4. ALENINA TAKTIKA
- 27.4. LUMÍR HÁJÍ ČEST SVÝCH ŽEN
- 28.4. KARLA HLEDÁ BYT
- 1.5. MARTINŮV PŘEKVAPIVÝ NÁPAD
- 2.5. CO SE DĚJE S ANČOU?
- 3.5. MIRKA SE ZLOBÍ
- 4.5. HERMAN SE VRACÍ K DIGI
- 5.5. ANČA A BEDŘICH V MINOVÉM POLI

#### Skutečné příběhy (hraný seriál)
- DOKUD TĚ NENÁVIDÍM, STÁLE TĚ MILUJI
- VÁNOČNÍ KAPR
- ŽÁROVKA
- NAROZENINOVÉ PŘEKVAPENÍ
- VEČER PLNÝ HER
- KONEC
- ŠMEJD
- PAVOUK
- OTRÁVENÍ
- SPÍM NEBO BDÍM
- PEJSEK
- VEČEŘE NA OBJEDNÁVKU

#### Jednotlivé pořady
- Hej Mistře basů
- Já půjdu dál
- Závěrečný galavečer Filmfestivalu Zlín
- Koncert k 200. výročí Moravského zemského muzea

#### Cyklické pořady
- Sousedé
- Atlet roku

#### Dokumenty
- Brutální zločiny (seriál - rozpracováno)

### 2010–2016

#### Jednotlivé pořady
- Divadlo S+H 80
- Karel Gott a Eva Urbanová v Lucerně
- Naďa Urbánková
- TýTý 2011
- Tajemství slavíků
- Podepsáno srdcem
- Všechno nejlepší - Jiřina Jirásková
- Všechno nejlepší - Iva Janžurová
- Všechno nejlepší - Jiřina Bohdalová
- Všechno nejlepší - Jiří Suchý
- Zpívá celá rodina
- Cyril a Metoděj - Mikulčice 2013
- Ptákoviny podle Aristofana (televizní inscenace hry MdB)
- Cejch
- Doktor Faustus
- Škola žen (televizní zpracování divadelních inscenací)
- A tančím dál...

#### Cyklické pořady
- Videostop
- Energy Globe Award
- Atlet roku
- Kapka naděje
- Café Barrandov
- Barrandovská Abeceda
- Galavečer Zlín
- Zpívá celá rodina

#### Dokumenty
- Tajemství Zlatých slavíků
- Tajemství Stanislava Hložka
- Tajemství Michala Tučného
- Tajemství Hany Zagorové

### 2000–2009

#### Jednotlivé pořady
- Olympic 40
- Hvězdy na Vltavě
- Hvězdy na Vltavě II - 400 dní po povodni
- Babylon (televizní inscenace hry MdB)
- Anděl 2003 - Ceny Akademie populární hudby
- Referendum v srdci Evropy
- Karel Svoboda 65
- Svatba roku
- Hvězdy pro New Orleans
- Vítejme v Evropě
- Život plný písniček
- Koncert Fantazie
- Top Fashion Prague
- Naděje pro Asii
- Navalis 2009
- ČT live - Václav Neckář a Bacily
- Energy Globe Award World v AJ

#### Cyklické pořady
- Zeměkoule (Oldřich Kaiser a Jiří Lábus)
- Když se řekne profese
- Formule show
- Na scénu (Martin Dejdar)
- Klikaři aneb velká rodinná hra
- Atlet roku
- Pomozte dětem
- Dlouhá noc s Helenou
- Auto roku
- Trendy Face
- Česká Miss
- Miss Europe Sport
- Humor na scénu aneb Mejdan roku z Václaváku
- Energy Globe Award ČR
- Kapka naděje
- Galavečer Zlín

- Videostop
- Energy Globe Award
- Atlet roku
- Kapka naděje
- Café Barrandov
- Barrandovská Abeceda
- Galavečer Zlín
- Zpívá celá rodina

#### Dokumenty
- Tajemství Zlatých slavíků
- Tajemství Stanislava Hložka
- Tajemství Michala Tučného
- Tajemství Hany Zagorové

### 1990–1999

#### Jednotlivé pořady
- Michal Tučný v lapáku
- Koncert pro kytaru, oceán a Kanárské ostrovy
- Prázdniny na Mallorce

#### Cyklické pořady
- Tutovka
- Hejbni kostrou
- Ceny Akademie populární hudby
- Český Bodygárd
- Rozjezdy pro hvězdy
- Rychlý prachy
- Zlaté ručičky
- Formule show
- Zlatá hokejka

### 1980–1989

#### Jednotlivé pořady
- Krok do neznáma
- Kam zmizel klaun
- Jak zvážit sněhovou vločku
- Loupežnická revue
- Hity Praotce Čecha
- Houslové klíče Karla Gotta
- Písničky pro magnetoskop
- Tisíckrát
- Silvestr 1988
- Imaginativ
- Musical Olympus 1989 (Petrohrad)

#### Cyklické pořady
- Videostop
- Abeceda
- Pět přání
- Domácí úkoly

## Ocenění
Získal cenu pro producenta v podobě „Českého lva“ za divácky nejúspěšnější film Akumulátor 1 a cenu Akademie populární hudby „Anděl“ pro režiséra a producenta v jedné osobě za nejlepší hudební charitativní projekt (ve prospěch postižených povodněmi „Hvězdy na Vltavě“, realizovaný v roce 2002 přímo na hladině řeky v centru Prahy).